# Графенауэр, Ирена
Ирена Графенауэр (словен. Irena Grafenauer 1 июня 1957, Любляна, СФРЮ) — словенская флейтистка, музыкальный педагог. Почётный гражданин Любляны.

## Биография
Занималась музыкой с 8 лет. После окончания Музыкальной академии в Любляне в 1974 году, продолжила учёбу под руководством Карлхайнца Цёллера и Ореля Николе.
Получила первую премию трёх международных конкурсов: в Белграде (1974), Женеве (1978) и Мюнхене (1979).
С 1977 по 1987 год — главный флейтист Симфонического оркестра Баварского радио под руководством Рафаэля Кубелика и сэра Колина Дэвиса. Выступала с многими прославленными коллективами, в том числе, Берлинским филармоническим оркестром, Немецким камерным филармоническим оркестром Бремена, Камерным оркестром Европы и Академией Святого Мартина в полях.
С успехом гастролировала в большинстве стран Европы, в США, Тайване, Корее, Японии и Австралии, выступая с сольными концертами. С 1981 года регулярно выступает на фестивале Lockenhaus. В 1995 году была приглашена на Зальцбургский фестиваль.
Много лет выступает дуэтом с арфисткой Марией Граф.
С октября 1987 года — профессор в Зальцбургской консерватории - Моцартеум (Австрия).
Ирена Графенауэр является единственным музыкантом — лауреатом премии имени Франце Прешерна (2005).
Награждена Золотым орденом Свободы  (Словения).